# Fungia fralinae
Espèce
Statut CITES
Fungia fralinae est une espèce de coraux appartenant à la famille des Fungiidae.